# La Tiza
La Tiza est un corregimiento du district de Las Tablas située dans la province de Los Santos en République de Panama.

## Population
Il y avait, en 2010, 1 702 habitants.